# Stachys affinis
La alcachofa china o alcachofa betónica (Stachys affinis), es una especie de planta con flores de la familia Lamiaceae procedente del este de Asia. Se introdujo en Europa en el siglo XIX y tiene las características y propiedades de la Betonica officinalis L. con la diferencia, esencial, de producir tubérculos comestibles.

## Descripción
Es una planta herbácea, erecta, vellosa y perenne que puede alcanzar hasta 120 cm de altura.
Los tallos, de sección rectangular, son peludos presentando hojas opuestas decusadas (o sea que están dispuestas de manera que forme ángulo recto con las superior e inferior inmediatas.). Dicha hojas tienen forma de corazón, con una recia nervadura en relieve con bordes dentados y un peciolo de 1-3 cm de largo.
Las flores, hermafroditas y de un tono que va de rosa a violáceo, son zigomorfas con doble perianto reuniéndose en una espiga terminal densa de 5-15 cm de alto con verticilos largamente espaciados y compuestos de 6 flores. La corola es tubular, con un labio inferior púrpura manchado, de cerca de 1,3 cm, un tubo de unos 9 mm, un poco giboso, puberulento; el labio superior es oblongo, de 4 por 2 mm, recto o ligeramente recurvado, el labio inferior de 7 por 7 mm y el lóbulo medio es subcircular, de unos 3,5 mm de diámetro. Los frutos son núculas ovoides negruzcas tuberculadas de unos 1,5 cm de diámetro.

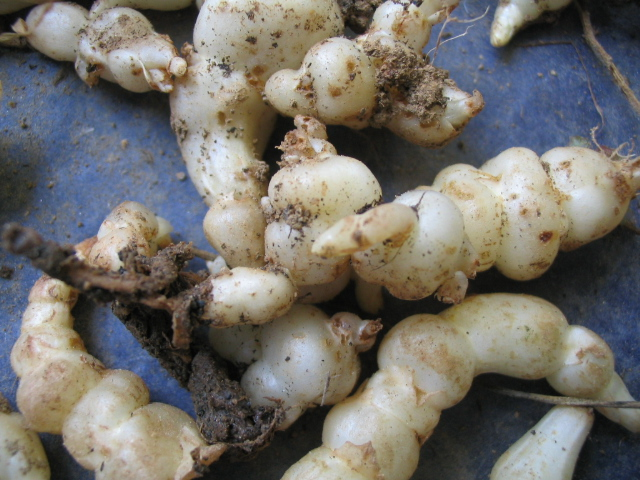
Tubérculos de alcachofa china.

Tiene unos tubérculos de aproximadamente 8 cm de largo y 2 cm de grueso muy retorcidos, de tono blanquecino y aspecto globuloso que, como en el caso de la patata, se forman como engrosamientos de los tallos subterráneos. Estos tubérculos son comestibles y muy apreciados en la cocina japonesa, aunque no se conservan por mucho tiempo al aire libre y se marchitan y pudren con rapidez.

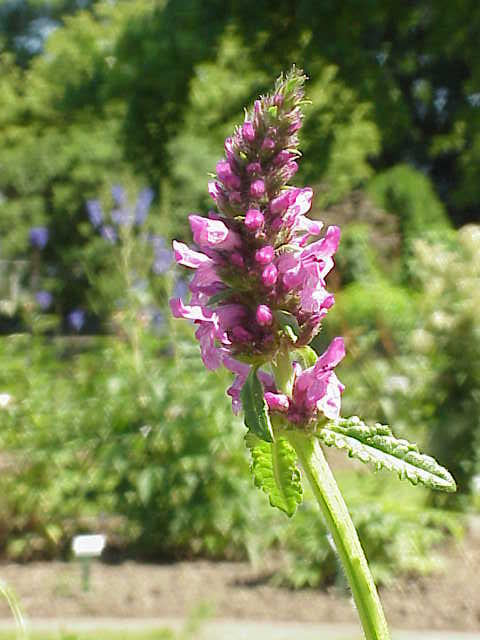
Detalle

## Distribución y hábitat
Se encuentra en el este de Asia en Gansu, Hebei, Mongolia Interior, Ningxia, Qinghai, Shaanxi, Shandong, Shanxi y Xinjiang de China y Japón en áreas húmedas o inundables desde el nivel del mar hasta los 3200 m s. n. m. Introducida y cultivada en el resto del mundo.
El periodo de floración se extiende de julio a agosto y fructifica un mes después.

## Propiedades
- En uso externo es utilizada para cicatrizar heridas infectadas o supurantes.
- En uso interno se usa como astringente para las diarreas, casos de palpitaciones, migraña y neuralgias.

## Taxonomía
Stachys affinis fue descrita por Alexander von Bunge y publicado en Enumeratio Plantarum, quas in China Boreali 51. 1833.
Etimología
Ver: Stachys
affinis: epíteto del Latín adfinis, "afín, mezclado, aparentado", pues el autor en su diagnosis original señala que la especie es intermedia entre otras 2 especies del género Stachys, Stachys palustris y Stachys sylvatica ("Media quasi inter St. palustrem et St. sylvaticam").
Sinonimia
- Stachys pauciflora Benth., Labiat. Gen. Spec., p. 560, 1834
- Stachys sieboldii Miq., Ann. Mus. Bot. Lugduno-Batavi, 2: 112, 1865
- Stachys tubifera Naudin, Rev. Hort. 59: 290, 1887
- Stachys geobombycis var. alba C.Y,.Wu & H.W.Li, Acta Phytotax. Sin., 10: 223, 1965
- Stachys sieboldii var. glabrescens C.Y.Wu & H.W.Li, Acta Phytotax. Sin. 10,: 222, 1965
- Stachys sieboldii var. alba (C.Y.Wu & H.W.Li) H.B.Chen, in Fl. Fujianica 4,: 604, 1989[5]

## Nombres comunes
- Castellano: alcachofa china, alcachofa betónica.

## Uso

### Gastronomía
Los tubérculos tienen una textura crujiente y un sabor dulce y nuez. Se pueden comer crudos, encurtidos, secos o cocidos. La amplia gama de usos de esta verdura da lugar a diversos platos en la cocina de muchos países. Se pueden preparar de manera similar a las Helianthus tuberosuss. Las hojas se pueden secar y convertir en té.
En la gastronomía china y gastronomía japonesa, S. affinis se consume principalmente encurtida. En particular, su tubérculo es parte de Osechi, que se cocina para celebrar el Año Nuevo japonés. Teñido de rojo por hojas de Perilla (rojo shiso) después de ser encurtido, se le llama chorogi. En Corea se le llama choseokjam (초석잠).
En la gastronomía francesa, su tubérculo cocido se sirve a menudo junto con platos denominados japonaise o de estilo japonés.

### Medicinal
En la medicina tradicional china, se utiliza la planta entera de S. affinis como agente para tratar los resfriados y la neumonía.
Además, el extracto de la raíz de S. affinis ha demostrado tener actividad antimicrobiana. Además, Baek et al. observaron actividad antioxidante en 2004. También en 2004 se observaron efectos inhibidores sobre las actividades de la acetilcolinesterasa, la monoaminooxidasa y la xantina oxidasa en cerebros de ratas después de 20 días de alimentación con extractos metanólicos de S. affinis. El extracto de etanol de esta planta también parece tener actividad antitumoral.